# Richard Radow
Richard Radow (* 21. März 1865 in Königsberg; † 29. April 1920 in Magdeburg) war ein deutscher Opernsänger (Bass-Bariton).

## Leben
Richard Radow war ein Sohn von Karl Radow und dessen Ehefrau einer geb. Schlöfer. 1904 kam er an das Stadttheater Magdeburg, nachdem er zuvor in Bremen ein Engagement erhalten hatte. In Magdeburg arbeitete der Opernsänger und Spielleiter als Bassbuffo. Neben seinem Theaterengagement wirkte er auch bei städtischen Konzerten mit. Er war bis zu seinem Tode künstlerisch aktiv, wenn auch in der letzten Zeit weniger häufig.
Richard Radow verstarb 55-jährig an den Folgen eines Schlaganfalls.